# Lupte

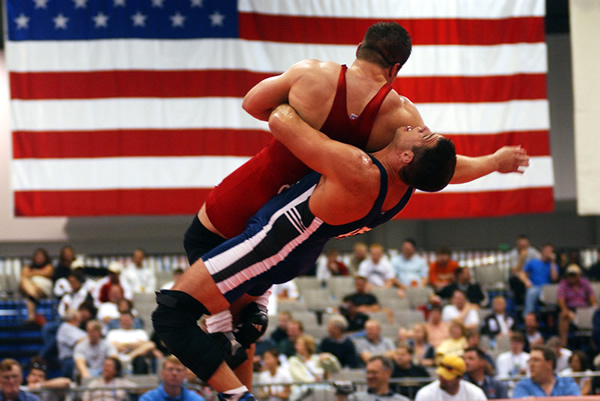
Doi militari americani, practicând lupte greco-romane

Luptele sunt o disciplină sportivă în care doi adversari se înfruntă direct, folosindu-și forța fizică și tehnica pentru a câștiga puncte prin diverse metode de punctaj. Luptele sunt sport olimpic, la olimpiade întrecerile axându-se pe două stiluri: lupte libere și lupte greco-romane. Luptele sunt organizate pe categorii, după greutatea luptătorilor (pentru seniori, acestea sunt 59, 66, 71, 75, 80, 85, 98 și 130 kg la lupte greco-romane masculin; 57, 61, 65, 70, 74, 86, 97 și 125 kg la lupte libere masculin; și 48, 53, 55, 58, 60, 63, 69, și 75 kg la feminin).

## Istoric
Cu vreo 2500 de ani înaintea erei noastre asemenea întreceri sportive îi pasionau pe egipteni. Mari amatori de lupte între atleți erau și grecii antici. Pe vremea aceea luptele între atleți aveau loc, de obicei, pe terenuri acoperite cu nisip. Corpurile goale ale atleților, datorită nisipului, deveneau mai puțin alunecoase și adversarilor le venea mai ușor să se apuce unul de altul.
Bronzați de soare, voinicii luptători o vreme își dădeau tîrcoale, învîrtindu-se pe teren și deodată, cînd te așteptai cel mai puțin, se năpusteau la atac. Fiecare își avea metodele și procedeele sale de atac și apărare. Învingător era declarat cel ce izbutea să-și doboare de trei ori adversarul la pămînt, făcîndu-l să atingă solul cu spinarea, cu șoldul sau cu umărul.

## Sambo
Sambo este o artă marțială care a apărut în Uniunea Sovietică (în special Rusia) în secolul XX. Este un acronim pentru "autoapărare fără arme" în limba rusă și își are originea în forțele armate sovietice. Influențele sale sunt variate, cu tehnici împrumutate de la sport, variind de la cele două stiluri de lupte internaționale greco-romane și libere până la judo, jujitsu, stiluri europene de lupte populare și chiar scrima. Regulile pentru sportul sambo sunt similare cu cele ale judo-ului competitiv, cu o varietate de blocări de picior și de apărare din diferitele stiluri de lupte naționale din Uniunea Sovietică, fără a le permite să se oprească.